# Route nationale 77ter
La route nationale 77TER, ou RN 77TER, était une route nationale française reliant Bouillon à Sugny (deux communes belges) et ne traversait aucune agglomération en France. Elle n'était pas reliée à la RN 77. À la suite de la réforme de 1972, la RN 77TER a été déclassée en RD 777.